# Regina Tavares da Silva
Regina Tavares da Silva (Vila de Rei, 1938), é uma política, investigadora, perita internacional em Direitos Humanos das Mulheres e feminista portuguesa.

## Percurso
Regina Tavares da Silva passou os primeiros anos em Portalegre e depois em Leiria, devido à profissão do pai, engenheiro da Junta Autónoma de Estradas. Em 1952, a família passou a residir em Lisboa, e, prestes a fazer 14 anos, ingressou no Liceu D. Filipa de Lencastre para frequentar o 5.º ano (hoje 9.º). Foi aí que conheceu Maria de Lourdes Pintasilgo, finalista de Engenharia no Instituto Superior Técnico, e com ela começou a interessar-se pelas questões relativas às mulheres, a sua situação, o seu papel e a sua responsabilidade, não apenas na vida familiar, mas na vida social em geral.
Com 15 anos, por ter escolhido seguir Letras, mudou para o Liceu D. João de Castro.
Mais tarde, entrou em Letras, no curso de Filologia Germânica onde, em 1960, defendeu a tese A Conversão Espiritual no Drama Inglês Moderno de Problemática Religiosa (1930-1940), obtendo 16 valores.
Por influência de Maria de Lourdes Pintasilgo, então Presidente Geral da Juventude Universitária Católica Feminina (JUCF), frequentou os Campos de Férias de verão desta organização. Durante os anos de faculdade, Tavares da Silva também se envolveu no trabalho da JUCF, tendo sido Secretária-Geral, Vice-Presidente e Presidente-Geral.
Em 1962, obteve uma bolsa Fulbright e frequentou o Graiville College, em Cincinatti, Ohio, EUA, dirigido pelo Graal, um movimento cristão que promove os valores cristãos e a participação das mulheres na vida social e na vida política que funciona em todo o mundo.
De volta a Lisboa, e após uma curta experiência no ensino secundário, concorreu para Lector in Portuguese na Universidade de Cambridge, em Inglaterra, onde ficou de 1965 a 1967. Cumulativamente, no segundo ano fez uma pós-graduação – Diploma in English Studies – em que apresentou a tese Structure and Symbols in Joyce’s: A portrait of the artist as a young man.
Regina Tavares da Silva representou Portugal na Conferência do México, em 1975, organizada pelas Nações Unidas e onde foi instituído oficialmente o Dia Internacional da Mulher. Nesse evento, discursou numa sala para uma plateia com mais de 3000 pessoas. Na altura, tinha acabado de entrar na Comissão da Condição Feminina (CCF) - que esteve na origem da Comissão para a Igualdade - a convite da Maria de Lourdes Pintassilgo que tinha sido nomeada, após uma resolução do  Conselho de Ministros, como responsável pela preparação do Ano Internacional da Mulher.
A participação na Conferência do México permitiu-lhe recolher uma quantidade enorme de documentos sobre a situação das mulheres nas várias zonas e países do mundo, materiais que vieram a constituir os primórdios do Centro de Documentação da CCF. Regina Tavares da Silva fez um Curso de documentação e visitou vários centros de documentação para aprendizagem nesta área, pela qual se tornaria responsável na CCF. A recolha e tratamento de informação e documentação sobre as mulheres e a igualdade constituiu uma iniciativa pioneira.
Foi responsável por um outro projeto pioneiro, a recuperação de memórias de mulheres, completamente esquecidas e «invisíveis», do início do século XX e finais do XIX, que desenvolveram ação relevante, tais como jornalistas, escritoras, ativistas, dando corpo a um movimento feminista português. O projeto foi concretizado primeiro no Boletim da CCF e depois na publicação Mulheres Portuguesas: vidas e obras celebradas e vidas e obras ignoradas. Alguns marcos importantes para o estudo da História da Mulher em Portugal. Na década de 1970, ninguém estudava a História do ponto de vista das mulheres, pelo que foi uma pioneira nesta área.
Em 1980 integrou a delegação portuguesa na II Conferência Mundial sobre as Mulheres, em Copenhaga, Dinamarca.
Em 1983, sob a sua liderança, a Comissão da Condição Feminina realizou, na Fundação Calouste Gulbenkian, o primeiro Seminário de Estudos sobre as Mulheres.
Em 1983 Tavares da Silva interveio num seminário sobre a imagem das mulheres na publicidade, realizado pelo Conselho da Europa. A partir de 1984, representou Portugal no Comité ad hoc sobre a Condição Feminina, mais tarde CEEG – Comité Europeu e depois CDEG – Comité Director para a Igualdade entre Mulheres e Homens.
Regina Tavares da Silva exerceu funções na Comissão da Condição Feminina, a atual Comissão para a Igualdade, até 2004, tendo sido presidente da mesma entre 1986 e 1992, e tendo delineado algumas das principais medidas para a promoção da igualdade de género em Portugal.
Em 1987 foi eleita presidente do Comité da Igualdade do Conselho da Europa e reeleita em 1988. Voltou a ser eleita e reeleita por outros dois anos em 1992 e 1993.
Em 1990 foi eleita vice-presidente e, em 1991, presidente do Comité Consultivo para a Igualdade de Oportunidades entre Mulheres e Homens, da Comissão Europeia.
Na segunda parte da década de 1990, como consultora do Conselho da Europa no âmbito de Programas de Cooperação e Apoio a Países da Europa Central e Oriental, Tavares da Silva participou em numerosas missões nesta zona do mundo para divulgar e discutir as questões de igualdade, de democracia e de participação das mulheres.
Em 1999, elaborou a primeira bibliografia geral retrospetiva portuguesa de monografias, com o título "A Mulher: Bibliografia Portuguesa Anotada", sendo um trabalho pioneiro sobre as mulheres, que se tornou um instrumento de trabalho referenciado por investigadores/as que se dedicam aos Estudos sobre as Mulheres em Portugal.
Em 2000, durante a presidência portuguesa da União Europeia, foi encarregada pelo Ministério dos Negócios Estrangeiros de coordenar a participação comunitária na Comissão do Estatuto da Mulher (CSW) e no processo preparatório da Sessão Especial da Assembleia-Geral das Nações Unidas, em que se celebrava o Pequim+5, ou seja, a avaliação dos cinco anos após a IV Conferência Mundial sobre as Mulheres.
Ainda na ONU, foi membro do Comité CEDAW (Comité para a Eliminação da Discriminação contra as Mulheres) durante oito anos (dois mandatos), de 2000 até 2008.
Regina Tavares da Silva, participou na primeira sessão do Comité CEDAW realizada em Genève, em janeiro de 2008, que antes se realizavam em Nova Iorque.
Participou, a 7 de abril de 2020, no evento que decorreu online Falar de Mulheres com Regina Tavares da Silva promovido pelo grupo de investigação Faces de Eva: Estudos Sobre a Mulher, da Faculdade de Ciências Sociais e Humanas da Universidade de Lisboa (FCSH-UL), onde foi discutido o artigo de sua autoria Plataforma de Ação de Pequim – Um Momento Chave no Processo de Afirmação dos Direitos das Mulheres a Nível Global.

## Obra
- Carolina Beatriz Ângelo (1877-1911) / Maria Regina Tavares da Silva. - 2ª ed. - Lisboa : Comissão para a Cidadania e a Igualdade de Género, 2013. ISBN 978-972-597-358-5[7][8]

- Mulher. Bibliografia portuguesa anotada (Monografias, 1518-1998), Lisboa, Edições Cosmos, 1999.[4]

## Reconhecimentos e Prémios
- Maria Regina Tavares da Silva foi selecionada para o calendário de 2012 das Mulheres Inspiradoras da Europa.[9]
- Em 2014, recebeu uma das duas medalhas de ouro comemorativas do 50.º aniversário da Declaração Universal dos Direitos Humanos atribuída pela Assembleia da República.[1][4][2][10]
- A 10 de junho de 1995 é condecorada com a Comenda da Ordem de Mérito Civil, pelo Presidente da República.[2][3]